# Бабій Василь Васильович
Бабій Василь Васильович (нар. 3 січня 1920 — пом. 12 квітня 1986) — Герой Радянського Союзу (1944), під час німецько-радянської війни молодший офіцер-артилерист Червоної армії.

## Біографія
Василь Бабій народився 3 січня 1920 року в Одесі в сім'ї робітника. Українець. Закінчив середню школу і два курси гідрогеологічного технікуму в місті Джанкой (нині АР Крим) в 1939 році. Працював старшим колектором в тресті «Укргеолнеруд».
В Червону Армію призваний в 1941 році. У 1942 році закінчив зенітно-артилерійське училище.
З червня 1942 року на фронтах німецько-радянської війни. Будучи командиром батареї 663-го артилерійського полку (218-а стрілецька дивізія 47-й армії Воронезького фронту) старший лейтенант Василь Бабій відзначився під час битви за Дніпро.
26 вересня 1943 року, коли один з полків 218-ї стрілецької дивізії на плацдармі на південь від Канева потрапив в оточення. Боєприпаси та продовольство закінчувались. Бабій очоливши загін з шістдесяти артилеристів форсував Дніпро та прорвав кільце оточення доставивши боєприпаси та їжу, що дозволило полку продовжити виконання бойового завдання.
3 червня 1944 року старший лейтенант Василю Бабію був присвоєно звання Герой Радянського Союзу з врученням ордену Леніна та медалі «Золота Зірка».
У 1946 році у Бабій був звільнений у запас. Проживав у Москві. Помер 12 квітня 1986 року.
Був також нагороджений двома орденами Вітчизняної війни 1-го ступеня, орденом Червоної Зірки та медалями.